# Jan III. Osvětimský
Jan III. Osvětimský (po 1366 – 1405) byl osvětimský kníže panující v letech 1376 až 1405. Pocházel z dynastie slezských Piastovců, byl synem osvětimského knížete Jana II. a jeho manželky Hedviky Břežské.

## Život
Po smrti otce roku 1376 se teprve desetiletý Jan ujal vlády v Osvětimském knížectví. Stal se straníkem polského krále Vladislava II. Jagella, s jehož sestrou Hedvikou se oženil. Po zajetí českého krále Václava IV. roku 1402 uzavřel s ostatními slezskými knížaty a městem Vratislaví spolek s cílem napomoci k osvobození vězněného Lucemburka. Zavázal se udržovat zemský mír a poskytnout svůj podíl do formovaného společného vojska. Jelikož Jan po sobě nezanechal potomka, zdědil po jeho smrti roku 1405 knížectví těšínský kníže Přemysl I. Nošák.

## Manželství a potomci
Kníže Jan se oženil s Hedvikou, dcerou litevského velkoknížete Algirdase z rodu Gediminovců. Pár zůstal bezdětný.